# Феодор (Смирнов)
Епи́скоп Фео́дор (в миру Влади́мир Алексе́евич Смирно́в; 17 января 1891, село Козловка, Саратовская губерния — 4 сентября 1937, Пенза) — епископ Русской православной церкви, епископ Пензенский и Саранский.
Причислен к лику святых Русской православной церкви в 2000 году.

## Биография
Родился 17 января 1891 года в селе Козловка Петровского уезда Саратовской губернии (ныне Лопатинского района Пензенской области) в семье псаломщика.
В 1911 году окончил Саратовскую духовную семинарию, в 1916 году — Казанскую духовную академию со степенью кандидата богословия.
В 1916—1918 годах — преподаватель истории и других предметов в средних учебных заведениях города Вольска Саратовской губернии.
В 1918—1919 годах работал в различных учреждениях в городе Саратове.
В 1919—1920 годах служил в Красной армии инструктором школьного отдела и политотдела Донской Северо-Кавказской дивизии.
В 1921 году — инструктор дошкольного воспитания в Саратовском районном управлении водного транспорта (Рупводе).
4 октября 1921 года рукоположён в иерея.
Был осуждён в 1924 году на один год, в 1929 году — на три года высылки в город Нарым. После освобождения — священник в селе Никольском Кузнецкого района Пензенской области.
В 1934 года пострижен в монашество, в апреле 1935 года переехал в Пензу.
С 23 сентября 1935 года — епископ Пензенский и Саранский. Служил в Митрофановской церкви г. Пензы, которая была его кафедральной церковью. Епископ приблизил к себе священника Митрофановской церкви о. Гавриила Архангельского, как старого знакомого по Саратовской духовной семинарии и ревностного пастыря тихоновского направления.
18 октября 1936 года был арестован. Обвинён в организации из репрессированных советской властью элементов контрреволюционной группы с целью ведения агитации среди населения, направленной на свержение советской власти и установления в стране фашистской диктатуры. На допросах держался стойко и категорически отрицал свою вину.
5 февраля 1937 года был уволен на покой.
7 августа 1937 года был осуждён по обвинению «руководитель к/р организации реакционного духовенства, а/с агитация» и приговорён к расстрелу. Приговорён к смертной казни и 4 сентября 1937 года расстрелян.

## Канонизация
В августе 2000 года на Юбилейном Архиерейском соборе Русской православной церкви был причислен к лику святых для общецерковного почитания в Соборе новомучеников и исповедников Российских. Вместе с ним канонизированы расстрелянные в тот же день:
- священник Гавриил Иванович Архангельский (1890—1937), исполнявший обязанности псаломщика в Митрофановской церкви города Пензы.
- священник Василий Сергеевич Смирнов (1889—1937), работавший на момент ареста дезинфектором пензенского бактериологического института.